# Florent de Ligne
Florent de Ligne (13 août 1588 † 17 avril 1622), marquis de Roubaix puis 1er Prince d'Amblise et du Saint-Empire était un gentilhomme des XVIe et XVIIe siècles.

## Biographie
Aîné des enfants de Lamoral Ier de Ligne et Anne-Marie de Melun, Florent de Ligne avait été titré marquis de Roubaix dès son jeune âge.
Par contrat passé à Bruxelles le 10 octobre 1613, il achète, des deniers de la dot de sa femme, Amblise, en Hainaut, à Claude d'Anglure, seigneur de Bourlémont.
Il épousa à Nancy en mars 1608 Louise de Lorraine-Chaligny dont il eut deux fils Albert-Henri de Ligne et Claude-Lamoral Ier de Ligne. Florent de Ligne, qui était gentilhomme de la chambre de l'archiduc Albert, fut créé 1er prince d'Amblise et prince du Saint-Empire le 20 avril 1608.  Il mourut avant ses parents, en 1619, ou, selon d'autres, en avril 1622.
La « princesse de Ligne », après la mort de son mari, prit le voile dans le couvent des Capucines de Mons, qu'elle avait fondé.

## Titres
- « Prince de Ligne » (ou plutôt prince de la maison de Ligne) ;
- Prince d'Amblise et du Saint-Empire,
- Marquis de Roubaix,
- Baron d'Antoing.

## Vie familiale
Florent était le fils de Lamoral Ier, 1er prince de Ligne et de Anne-Marie de Melun, princesse d'Épinoy.
Il avait épousé, par contrat passé à Nancy le 19 mars 1608, Louise de Lorraine-Chaligny (1594 † 1er décembre 1667 - Mons), fille de Henri de Lorraine (31 juillet 1570 - Nancy † 26 novembre 1600 - Vienne (Autriche)), comte de Chaligny, prince du Saint-Empire, nièce de la reine de France et petite-fille d'Antoine, duc de Lorraine et de Bar, septième aïeul direct de l'empereur Joseph II. De ce mariage étaient sortis Albert Henri, prince de Ligne, qui suit, et Claude-Lamoral, premier du nom, qui, après la mort de son frère, devint marquis de Roubaix :
Albert Henri (1615 † 1641), 2e prince de Ligne et du Saint-Empire, 2e prince d'Amblise et d'Épinoy, marquis de Roubaix, baron d'Antoing, grand d'Espagne, marié le 27 janvier 1634 avec sa cousine Claire-Marie de Nassau (7 octobre 1621 † 2 septembre 1695), fille de Jean VIII de Nassau-Siegen (1583 † 1638), comte de Nassau-Siegen et d'Ernestine-Yolande de Ligne (1594 † 4 juin 1668), princesse de Ligne, sans postérité ;
1. Claude-Lamoral Ier (8 novembre 1618 † 21 décembre 1679 - Madrid), 3e prince de Ligne et du Saint-Empire, 3e prince d'Amblise et d'Épinoy, marié avec la veuve de son frère ;